# Вчорашні пісні, сьогоднішні пісні, завтрашні пісні
«Вчорашні пісні, сьогоднішні пісні, завтрашні пісні» — італійський музичний фільм режисера Доменіко Паолеллі 1962 року.

## Сюжет
У мюзиклі «Вчорашні пісні, сьогоднішні пісні, завтрашні пісні» режисер Доменіко Паолеллі зробив антологію зі своїх попередніх музичних фільмів «Пісні, пісні, пісні» (1953) і «Пісні півстоліття» (1954) — обидві картини пов'язує участь Адріано Челентано і його команди з «Клану Челентано».

## У ролях
- Адріано Челентано
- Альберто Сорді
- Марина Владі
- Антонелла Луальді
- Ернесто Каліндрі

## Знімальна група
- Режисер — Доменіко Паолеллі